# 布朗縣 (印第安納州)
布朗县（英語：Brown County）是位於美國印地安納州南部的一個縣。面積820平方公里。根據2010年美國人口普查，共有人口15,242人。縣治納什維爾。
成立於1836年4月1日，縣名紀念在1812年戰爭中打敗英國的雅各·布朗。